# Mann auf der Suche nach der verlorenen Frau
Mann auf der Suche nach der verlorenen Frau ist ein Typ Zaubermärchen, der in der Klassifikation der Volkserzählungen nach Antti Aarne und Stith Thompson, dem Aarne-Thompson-Index (AaTh) bzw. neuer auch nach Hans-Jörg Uther Aarne-Thompson-Uther-Index (ATU) genannt, die Nummer 400 trägt (AaTh bzw. ATU 400).
Der erste Teil der Erzählung kann stark variieren. Die Frau ist oft himmlischer Herkunft, häufig eine Tierbraut (Schwanenjungfrau). Einem Tabubruch des Mannes folgt dann, auffallend konstant, seine vielepisodige Suchwanderung.
Im Gegensatz zum weiblichen Pendant, Die Suche nach dem verlorenen Ehemann (ATU 425), verzichtet der Aarne-Thompson-Index auf eine weitere Unterteilung von ATU 400 in Subtypen. H. Holmström unter Anleitung von Carl Wilhelm von Sydow hielt sich bei der Unterteilung an Grimms Kinder- und Hausmärchen (KHM) 92 Der König vom goldenen Berg, KHM 93 Die Rabe und KHM 193 Der Trommler. Gerade letzteres wird seiner Verbreitung wegen als Normaltyp angesehen, wobei Grimms Text nur zum Teil AaTh 400 zuzuordnen ist. Holmström zählte noch als vierte und fünfte Untergruppe KHM 137 De drei schwatten Prinzessinnen sowie den bei Grimm nicht vertretenen Erzähltyp Mann wird wegen seiner schönen Frau verfolgt (AaTh 465).
Weitere Beispiele für ATU 400 sind Johann Wilhelm Wolfs Deutsche Hausmärchen Nr. 3 Die Prinzessin von Tiefenthal, Nr. 19 Die eisernen Stiefel, Nr. 20 Von der schönen Schwanenjungfer, Ulrich Jahns Volksmärchen aus Pommern und Rügen Nr. 54 Die Maränen, Nr. 55 Die Königin von Tiefenthal, Nr. 56 Die Königin von Siebenbürgen.